# Francês-tirailleur
O francês-tirailleur (em francês:  français-tirailleur), também conhecido como petit-nègre, pitinègue ou forofifon naspa, é um idioma pidgin usado entre 1857 e 1954 por soldados da África Ocidental e seus oficiais brancos em certas colônias francesas e consistindo em uma versão simplificada do francês. Por extensão, esta expressão tem sido utilizada para designar outras linguagens simplificadas de forma mais ampla. O francês tirailleur foi ensinado aos habitantes indígenas do exército colonial francês.

## História
A expressão "petit nègre" (baixo negro) para se referir de uma forma de francês é atestado já em 1877 em Le Charivari sob a pena de Pierre Véron.
Maurice Delafosse, administrador colonial e linguista especializado em línguas africanas, foi um dos primeiros a escrever em 1904 uma descrição do francês tirailleur, a quem descreveu como "simplificação natural e racional da nossa linguagem complicada", e a compara com o Pigeon-English. Ele dá uma descrição sintática que ocupa cerca de vinte linhas.
A Primeira Guerra Mundial levou a um afluxo significativo de recrutas da África Subsaariana para o Exército Francês, os tirailleurs senegaleses, que muitas vezes não falavam francês. Mesmo que o bambara seja relativamente difundido entre eles, geralmente falam línguas diferentes e a criação de um corpo de intérpretes parece demasiado complexa para implementar. As autoridades francesas decidiram, portanto, impor aos africanos um francês simplificado, denominado "français-tirailleur".
Em 1916, apareceu um manual militar intitulado O francês tal como falam os nossos tirailleurs senegaleses (em francês:  Le français tel que le parlent nos tirailleurs sénégalais), que descreve as regras do francês-tirailleur: "O que é importante acima de tudo é definir os moldes em que a frase francesa deverá ser moldada para os nossos tirailleurs que conhecem algumas palavras da nossa língua." Este trabalho destina-se a oficiais de língua francesa para que possam "fazer-se compreender em pouco tempo pelos seus homens, dar às suas teorias uma forma inteligível a todos e assim intensificar o progresso da instrução".
Em 1906, o Nouveau Larousse illustré definiu o "baixo negro" nestes termos: "Língua francesa reduzida a formas elementares que os literatos fazem falar os negros das colônias francesas, mas que na realidade não existem." Em 1932, no Larousse du XXe siècle, é definido como um "francês elementar que é usado pelos negros das colônias".

## Análise
Segundo a linguista Laélia Véron, o francês dito "petit-nègre" vem de uma ideologia colonial e na verdade visa "ensinar um sub-francês a pessoas a quem não queríamos dar cidadania francesa".

## Características

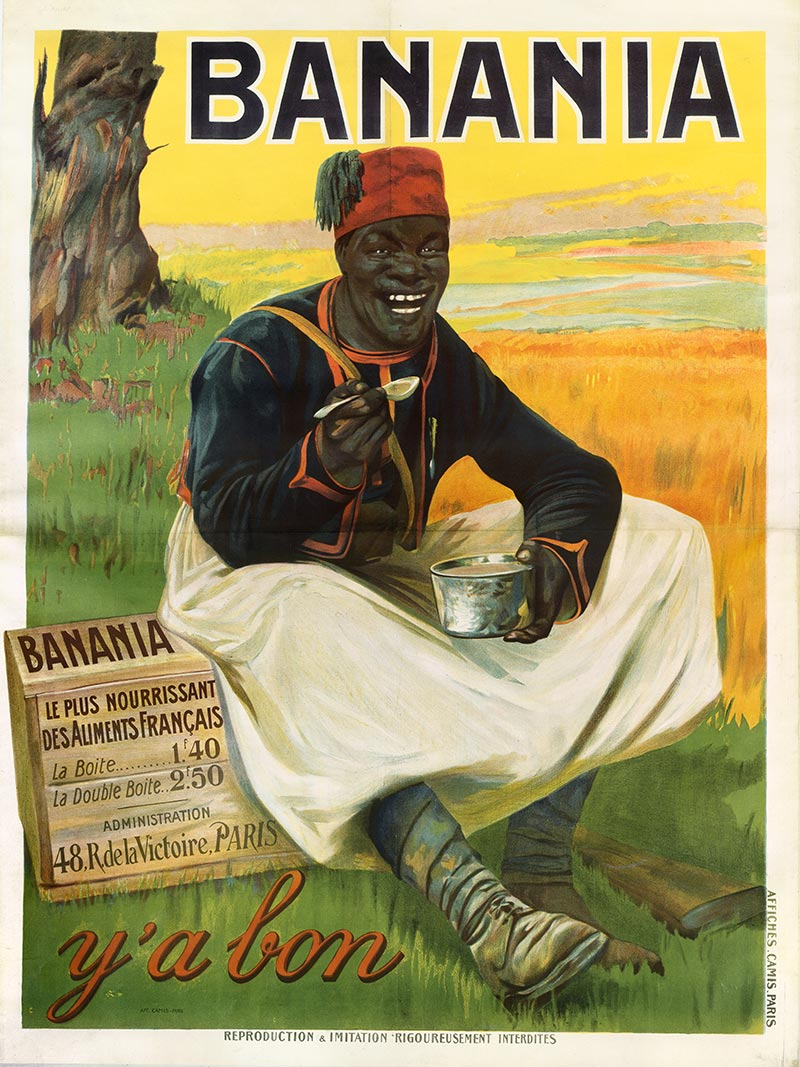
O amigo Y'a bon em um cartaz publicitário da marca Banania de 1915, criado por Giacomo de Andreis. A frase "Y'a bon" dada ao personagem tirailleur é um exemplo de petit-nègre falado para significar "Está bom".

As informações abaixo foram retiradas da obra escrita em 1904 por Maurice Delafosse, citada acima.
- Os verbos são usados numa forma simples:
  - infinitivo para presente ou futuro, para todos os verbos (exceto "être", "ser", que não existe), precedido pelo exemplo do pronome pessoal: "eu falo";
  - certos verbos de outros grupos são usados na forma de infinitivo substituindo a desinência pela de um verbo do primeiro grupo, como "querer", por exemplo: "vouler" em vez de "vouloir", ou às vezes removendo o "r" final ("parti" em vez de "partir").
- A negação é marcada pela palavra "pas" colocada após o verbo: lui parti pas ("ele não foi embora").
- Não há gênero ou número.
- O artigo foi excluído ("son maison", "casa dele") ou, pelo contrário, mantido permanentemente como prefixo do nome ("son la maison").
- O verbo "gagner" (ganhar) é usado com muita frequência, assim como a expressão "y a" (há), ou "y en a" ("há alguns") como uma partícula verbal  para "il y a" ou "il y en a": "moi y a gagné perdu" (significando "eu perdi"); a expressão "moi y'a dit" ("eu disse isso") é característico do francês-tirailleur.
- Certas palavras emprestadas da terminologia popular francesa ou marítima eram frequentemente usadas: "mirer" ("olhar") ao invés de "regarder"; "amarrer" ("atracar") para "attacher".
- A palavra "là" é usado como pronome demonstrativo (emprestado do crioulo antilhano: "ti moun là" (você está aí) = "cet enfant".
- As preposições "à" e "de" são frequentemente excluídos e frequentemente substituídos por "pour": "moi parti pour village" ("eu parti para aldeia"), significando "eu estou indo para a aldeia".